# Маньелли, Альберто
Альберто Маньелли (итал. Alberto Magnelli, род. 1 июля 1888 г. Флоренция — ум. 20 апреля 1971 г. Мёдон, пригород Парижа) — итальянский художник, один из крупнейших представителей конкретного искусства в Италии.

## Жизнь и творчество
Альберто Маньелли был художником-самоучкой. Профессионально начинает заниматься живописью с 1907 года. Участник венецианского биеннале в 1909 году. Во Флоренции А.Маньелли в своём раннем творчестве известен как фовист, единомышленник Джино Северини и Арденго Соффичи. В 1914 году он приезжает в Париж, где знакомится с такими мастерами, как Пабло Пикассо, Фернан Леже, Александр Архипенко и открывает для себя кубизм. Был дружен с Гийомом Аполлинером. По признанию самого Маньелли, изучение работ современных ему французских художников тогда, в Париже, было единственным в его жизни художественным образованием.
Около 1915 года А.Маньелли обращается к абстрактной живописи, создавая также свои произведения в стилях кубизма и футуризма. После окончания Первой мировой войны художник на некоторое время возвращается к фигуративной живописи и отдаляется от итальянского авангарда, в целом симпатизировавшего фашистскому движению Муссолини, в отношении к которому А.Маньелли был в оппозиции. Первая персональная выставка А.Маньелли прошла во флорентийской галерее Матерасси в 1921 году. В 1931 году художник вновь начинает работать в абстрактном стиле, присоединяясь к движению Конкретное искусство. Он приезжает в Париж и входит в состав группы Abstraction-Création, устанавливает дружеские отношения с Василием Кандинским, Гансом Арпом и Софьей Тойбер. В 1934 году проходит его первая персональная выставка в Париже (галерея Пьера), в 1937 — первая персональная выставка в США, в нью-йоркской галерее Ниендорф. После оккупации фашистской Германией Франции в 1940 году А.Маньелли, вместе со своей будущей женой Сьюзи Герсон, живёт на юге Франции, в Грасе, где тогда поселилась и работала колония близких ему художников, в том числе и супруги Арп. Большая часть этой группы, включая Сьюзи Герсон, были евреями, так что художники жили в постоянном страхе репрессий со стороны местных коллаборационистских властей.
После окончания Второй мировой войны А.Маньелли возвращается в Париж, где и живёт до конца своих дней. Он становится широко известен как один из крупнейших представителей «конкретного искусства», оказывает влияние на творчество таких художников, как Виктор Вазарели, Никола де Сталь, Хелио Ойтисика. Работы А.Маньелли участвуют в выставках современного искусства documenta I (1955) и documenta II (1959) в Касселе. В 1950 году он участвует в биеннале в Венеции. На биеннале в Сан-Паулу в 1951 году ему присуждается вторая премия. В 1952 году Альберто Магнелли спроектировал здание Casa Astratta на Виа Беатриче д'Эсте, 24, которое считается высшим выражением слияния архитектуры и искусства движения Конкретное искусство (MAC). В 1954 году в Брюсселе, во Дворце изящных искусств организуется первая ретроспективная выставка работ А.Маньелли. В 1963 году в Цюрихе проходит его крупнейшая ретроспектива, посвящённая 75-летию со дня рождения мастера.